# Стефан II (господарь Молдовы)

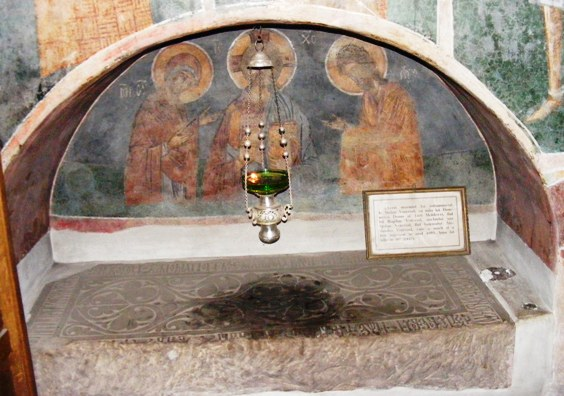
Могила правителя Молдавии Стефана Второго, сына Александра Первого Доброго, в гробнице церкви монастыря Нямц, уезд Нямц, Румыния.

Стефан II (молд. Стефан II; умер 1447) — господарь Молдавского княжества в 1433—1435, 1435—1447 годах, причём в 1436—1443 годах правил совместно с братом Ильёй I.

## Биография
Сын Александра I Доброго, Стефан II в 1433 году начал борьбу за трон с братом Ильёй. В битве при Лолонь в Ясском цинуте Стефан побеждает Илью и после этого признаётся боярами правителем Молдавского княжества.
Илья бежит в Польшу, где даёт вассальскую присягу Владиславу II Ягелло. В феврале 1434 года возвращается, намереваясь с польской помощью вернуть трон, но в битве при Дэрмэнешти в Сучавском цинуте вновь терпит поражение от Стефана II.
Молдавское боярство разделилось на сторонников Стефана и сторонников Ильи, в результате чего в 1435 году Стефан был признан господарём так называемой Нижней Страны (Цара-де-Жос), в которую входили города Бырлад, Текуч, Килия, Четатя-Албэ, а столицей стал Васлуй. Илья I остался правителем только Верхней Страны (Цара-де-Сус).
В битве при Киперештах 8 марта 1436 года Стефан вновь побеждает Илью и они объявляются ассоциированными господарями, каждый из которых управляет только своей частью страны.
В 1443 году Стефан ослепляет Илью и начинает править самостоятельно. В 1447 году его убивает сын Ильи — Роман II.